# Labirynt (film 1962)
Labirynt – fantastycznonaukowy krótkometrażowy film animowany z 1962 roku w reżyserii Jana Lenicy, wykonany metodą wycinankową. Labirynt opowiada o człowieku, który na własnoręcznie wykonanych skrzydłach przylatuje do pozornie idealnej metropolii. Film jest alegorią totalitarnego społeczeństwa.

## Fabuła
Uskrzydlony mężczyzna w meloniku krąży nad metropolią, zabudowaną secesyjnymi kamienicami. Podczas wędrówki pustymi ulicami zdaje sobie powoli sprawę, że jest obserwowany przez ptaki i gady. Mężczyzna zauważa uwięzioną przez gada piękną kobietę i próbuje ją uratować, lecz ta wraca do oprawcy. Wszelka wolna myśl jest chwytana przez ptaki i niszczona. Przybysz zostaje uwięziony i zbadany pod przymusem; dokonuje się na nim pranie mózgu za pomocą nowoczesnej technologii. Mężczyzna w meloniku próbuje uciec z miasta, ale w powietrzu zostaje rozszarpany przez miejscowe ptaszyska i spada głową w dół.

## Produkcja
Labirynt powstał w Studiu Miniatur Filmowych w Warszawie. Reżyser filmu, Jan Lenica, na potrzeby produkcji przyjechał do Polski z Francji, gdzie nie otrzymał żadnego wsparcia finansowego ze względu na zbyt pesymistyczną treść. Choć to właśnie w Polsce udało się dofinansować produkcję Labiryntu – i to pomimo słabo zakamuflowanej krytyki totalitaryzmów – cenzorzy na kolaudacji mieli wątpliwości, czy film nadaje się do puszczenia w obieg. W jednej scenie cenzura dopatrzyła się wizerunku przywódcy Związku Socjalistycznych Republik Radzieckich, Nikity Chruszczowa, na co Lenica odpowiedział, że to tak naprawdę władca Austro-Węgier, Franciszek Józef I – co było zresztą prawdą. Ze względu na wieloznaczność symboliki filmu Labirynt został dopuszczony do rozpowszechniania, ale był początkowo dystrybuowany w ograniczonym obiegu, głównie festiwalowym. Dopiero po wielkim sukcesie festiwalowym pokazano go w polskich kinach i telewizji (w audycji Kino krótkich filmów po godzinie 23). 

## Odbiór
Andrzej Kossakowski w retrospektywnym rozdziale Historii filmu polskiego uznał Labirynt za jedno z „najznakomitszych zjawisk w animacji światowej”, cechujące się klarowną kompozycją formalną: „nie ma tu ani jednego elementu, który nie pasowałby do całości, brak choćby jednej klatki nakręconej ponad potrzebę”. Kossakowski podkreślał, że „dzieło Lenicy wywarło wielki wpływ na polski film animowany, pozostając na długie lata niedościgłym wzorem i przedmiotem podziwu”.

## Nagrody
| Rok  | Festiwal                                                        | Nagroda                                            | Nominowani                      | Wynik                                    |
| ---- | --------------------------------------------------------------- | -------------------------------------------------- | ------------------------------- | ---------------------------------------- |
| 1963 | Międzynarodowy Festiwal Filmów Krótkometrażowych w Oberhausen   | Nagroda NRD-owskiej Ligi Przyjaźni między Narodami | Jan Lenica                      | I Nagroda w kat. filmu eksperymentalnego |
| 1963 | Międzynarodowy Festiwal Filmów Animowanych w Annecy             | Nagroda FIPRESCI                                   | Jan Lenica                      | Wygrana                                  |
| 1963 | Krakowski Festiwal Filmowy                                      | Złoty Smok Wawelski w kategorii filmów animowanych | Jan Lenica Włodzimierz Kotoński | Wygrana                                  |
| 1963 | Biennale Młodych w Paryżu                                       | Nagroda w kat. filmów o sztuce                     | Jan Lenica                      | Wygrana                                  |
| 1964 | Międzynarodowy Festiwal Filmowy w Melbourne                     | Nagroda specjalna za animację                      | Jan Lenica                      | Wygrana                                  |
| 1964 | Międzynarodowy Festiwal Filmów Krótkometrażowych w Buenos Aires | Grand Prix w kategorii filmu animowanego           | Jan Lenica                      | Wygrana                                  |
| 1973 | Międzynarodowy Festiwal Filmów Animowanych w Annecy             | Najlepszy film animowany świata                    | Jan Lenica                      | 5. miejsce                               |